# Brachymeria polynesialis
Brachymeria polynesialis is een vliesvleugelig insect uit de familie bronswespen (Chalcididae). De wetenschappelijke naam is voor het eerst geldig gepubliceerd in 1881 door Cameron.